# Kernwapentestgebied Punggye-ri

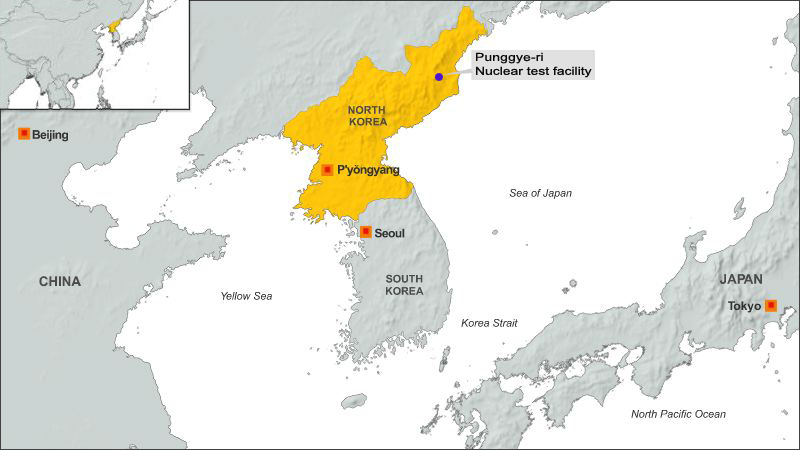
De locatie van Punggye-ri

Punggye-ri was een testgebied voor kernwapens nabij Punggye-ri in het district Kilchu-gun in de Noord-Koreaanse provincie Hamgyŏng-pukto.
Het kernwapentestgebied werd in 2006, 2009, 2013, 2016 en 2017 gebruikt als locatie voor nucleaire testen door Noord-Korea. Op 25 mei 2018 zijn verschillende tunnels en andere delen van het testgebied onbruikbaar gemaakt met explosieven, dit gebeurde onder toezicht van buitenlandse journalisten.